# Список глав правительства Лихтенштейна
Список глав правительства Лихтенштейна включает в себя руководителей правительства княжества со времени октроирования князем Иоганном II конституции, устанавливающей этот институт как исполнительный орган проведения княжеской воли (). Принятая в 1921 году современная конституция (включая последующие изменения и дополнения) установила современную систему, когда полномочия правительства значительно ограничены в сравнении с политическими системами других европейских конституционных монархий. Возглавляет его Глава правительства Княжества Лихтенштейн (нем. Regierungschef des Fürstentums Liechtenstein) ().
Применённая в первом столбце таблиц нумерация является условной. Также условным является использование в первых столбцах цветовой заливки, служащей для упрощения восприятия принадлежности лиц к различным политическим силам без необходимости обращения к столбцу, отражающему партийную принадлежность. В столбце «Выборы» отражены состоявшиеся выборные процедуры, сформировавшие состав парламента, поддерживавший или предложивший главу правительства или иные основания для получения им полномочий.

## Конституция 1862 года
Предшественником института правительства в Лихтенштейне являлось высшее учреждение (нем. Oberamt), посредством которого с XVI века землевладельцы осуществляли свои поместные права (с 1848 по 1862 годы называлось правительственным учреждением, нем. Regierungsamt). Октроированная князем Иоганном II 29 сентября 1862 года конституция заменила абсолютистскую систему правления конституционной, когда полнота государственной власти исходила от князя, однако в сферах законотворчества и финансов он был связан необходимостью получения одобрения ландтага (представительного органа, избираемого подданными на всенародных выборах) и осуществлял свои полномочия через правительство (нем. Regierung). Возглавляемое государственным администратором (нем. Landesverweser) и включающее двух местных советников (нем. Landräten) и секретаря (нем. Sekretär) правительство назначалось князем без участия ландтага и было подотчётно только ему, при этом администраторами становились австрийцы с юридическим образованием и дворянским происхождением (срок их полномочий не был установлен), а советниками (с 1871 года и их заместителями) назначались на шестилетний срок (как правило, с возобновлением полномочий) лица, имеющие право голоса в Лихтенштейне (по традиции, один из них представлял южный Оберланд, второй — северный Унтерланд, исторические регионы, а ныне — избирательные округа).
На заседании ландтага 7 ноября 1918 года государственный администратор Леопольд фон Имхоф (австриец) под давлением большинства депутатов объявил о своей отставке. Это не соответствовало конституции, однако ландтаг избрал Временный исполнительный комитет, председателем которого (нем. Vorsitzender des Provisorischer Vollzugsausschuss) стал Мартин Риттер (Христианско-социальная народная партия), а членами (нем. Mitglieder) — его однопартиец Вильгельм Бек и Франц Йозеф Марксер (Прогрессивная гражданская партия в Лихтенштейне). Князь Иоганн II «милостиво» отстранил Имхофа от должности 13 ноября и принял к сведению создание комитета; 7 декабря он назначил государственным администратором князя Карла фон Лихтенштейна. Сменивший его Йозеф Пер (первый простолюдин на этом посту) организовал работу по подготовке проекта новой конституции, вступившей в силу 5 октября 1921 года, изменившей структуру исполнительной власти и систему её взаимодействия с князем и ландтагом.
Курсивом и серым цветом показан период исполнения полномочий государственного администратора Йозефом Оспельтом за Йозефа Пера в период споров о продлении его полномочий.
|        | Портрет       | Имя (годы жизни) | Полномочия       | Полномочия       | Партия                                          | Кабинет                          | Должность                                                                                               | Пр.           |
| Начало | Портрет       | Имя (годы жизни) | Окончание        |                  | Партия                                          | Кабинет                          | Должность                                                                                               | Пр.           |
| ------ | ------------- | --- | ---------------- | ---------------- | ----------------------------------------------- | -------------------------------- | --- | ------------- |
| 1      |               | Карл Фрайхерр Хаус фон Хаузен (1823—1889) нем. Karl Freiherr Haus von Hausen                                                                     | 29 сентября 1862 | 24 сентября 1884 | независимый                                     | Хаус фон Хаузен                  | государственный администратор нем. Landesverweser                                                       | [ 10 ] [ 11 ] |
| 2 (I)  |               | Карл Йозеф Антон фон Ин дер Маур ауф Штрельбург унд цу Фрайфельд (1852—1913) нем. Carl Josef Anton von In der Maur auf Strelburg und zu Freifeld | 24 сентября 1884 | 12 сентября 1892 | независимый                                     | Ин дер Маур (I)                  | государственный администратор нем. Landesverweser                                                       | [ 12 ] [ 13 ] |
| 3      |               | Фридрих Штелльваг фон Карион (1852—1896) нем. Friedrich Stellwag von Carion                                                                      | 12 сентября 1892 | 24 октября 1896  | независимый                                     | Штелльваг фон Карион             | государственный администратор нем. Landesverweser                                                       | [ 14 ] [ 15 ] |
| 2 (II) |               | Карл Йозеф Антон фон Ин дер Маур ауф Штрельбург унд цу Фрайфельд (1852—1913) нем. Carl Josef Anton von In der Maur auf Strelburg und zu Freifeld | 30 октября 1896  | 11 декабря 1913  | независимый                                     | Ин дер Маур (II)                 | государственный администратор нем. Landesverweser                                                       | [ 12 ] [ 13 ] |
| и. о.  |               | Йозеф Оспельт (1881—1962) нем. Josef Ospelt | 11 декабря 1913  | 31 марта 1914    | независимый                                     | Ин дер Маур (II)                 | государственный администратор нем. Landesverweser                                                       | [ 16 ] [ 17 ] |
| 4      |               | Леопольд Фрайхерр фон Имхоф (1869—1922) нем. Leopold Freiherr von Imhof                                                                          | 1 апреля 1914    | 7 ноября 1918    | независимый                                     | фон Имхоф                        | государственный администратор нем. Landesverweser                                                       | [ 18 ] [ 19 ] |
| 5      |               | Мартин Риттер (1872—1947) нем. Martin Ritter | 7 ноября 1918    | 13 декабря 1918  | Христианско-социальная народная партия          | Временный исполнительный комитет | председатель Временного исполнительного комитета нем. Vorsitzender des Provisorischer Vollzugsausschuss | [ 20 ] [ 21 ] |
| 6      |               | принц Карл Алоис фон унд цу Лихтенштейн (1878—1955) нем. Karl Aloys von und zu Liechtenstein                                                     | 13 декабря 1918  | 15 сентября 1920 | независимый                                     | К. фон Лихтенштейн               | государственный администратор нем. Landesverweser                                                       | [ 22 ] [ 23 ] |
| 7      |               | Йозеф Антон Пер (1864—1925) нем. Josef Anton Peer                                                                                                | 15 сентября 1920 | 4 апреля 1921    | независимый                                     | Пер                              | государственный администратор нем. Landesverweser                                                       | [ 24 ] [ 25 ] |
| и. о.  |               | Йозеф Оспельт (1881—1962) нем. Josef Ospelt | 23 марта 1921    | 4 апреля 1921    | Прогрессивная гражданская партия в Лихтенштейне | Оспельт                          | государственный администратор нем. Landesverweser                                                       | [ 16 ] [ 17 ] |
| и. о.  | 4 апреля 1921 | Йозеф Оспельт (1881—1962) нем. Josef Ospelt | 5 октября 1921   |                  | Прогрессивная гражданская партия в Лихтенштейне | Оспельт                          | государственный администратор нем. Landesverweser                                                       | [ 16 ] [ 17 ] |

## Конституция 1921 года

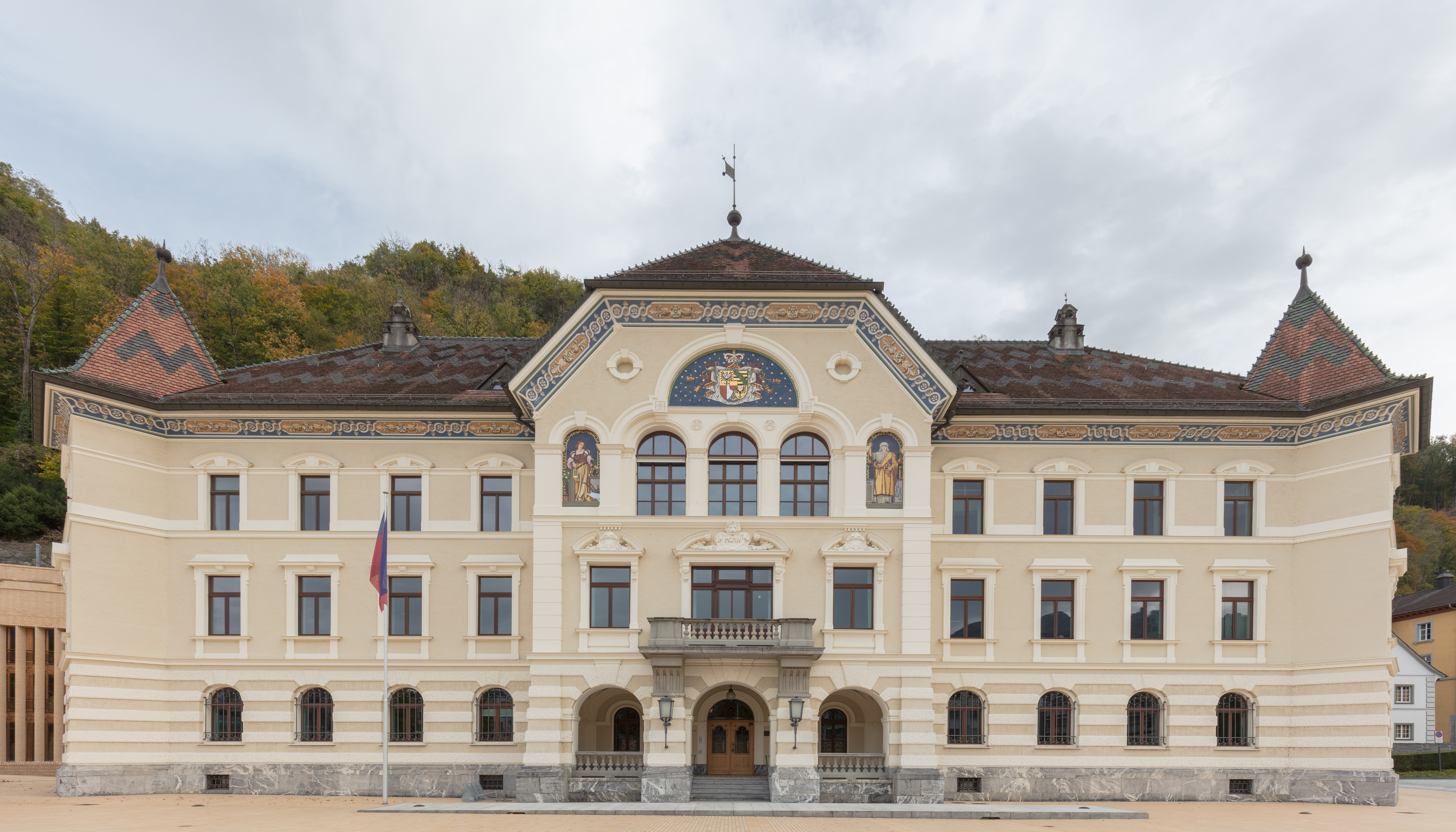
Вадуц, Дом правительства

Вступившая в силу 5 октября 1921 года Конституция установила, что глава правительства (нем. Regierungschef) и его заместитель (нем. Stellvertretenden Regierungschef) должны быть уроженцами княжества и назначаться на шесть лет правящим князем по предложению ландтага. Также было установлено избирание ландтагом двух правительственных советников (нем. Regierungsräte) на четыре года (по традиции, равно представляющие южный Оберланд и северный Унтерланд, исторические регионы, а ныне — избирательные округа). До 1933 года на постоянной основе работал только глава правительства, затем — также его заместитель; правительственные советники осуществляют деятельность неполный рабочий день. Результаты парламентских выборов, проходивших в период полномочий назначенного главы правительства, не являлись основанием для их прекращения до 1965 года, когда структура правительства была изменена: вместо заместителя главы появились два новых советника, все пять членов правительства стали назначаться на четыре года. Была реализована коллегиальная система принятия решений: их подготовка ведётся отдельными членами правительства в соответствии с согласованным ими распределением полномочий, с последующим обсуждением на, как правило, еженедельном коллегиальном совещании; решения принимаются по принципу большинства, с общей ответственностью за них. Глава правительства председательствует на заседании, имеет решающий голос при равенстве голосов, подписывает решения и обеспечивает их выполнение, извещает о них князя, а также полномочен проводить контрасигнатуру княжеских указов. Он представляет правительство за пределами страны. До 1971 года он был единственным членом правительства, принимавшим участие в заседаниях ландтага, до 1993 года — отвечал за иностранные дела. На состоявшемся по инициативе князя Ханса-Адама II 14 марта 2003 года референдуме было одобрено расширение полномочий монарха, касающееся около 30 конституционных статей, в частности, была установлена подотчётность правительства как ландтагу, так и монарху. Новацией стала возможность выражения недоверия правительству: если вотум недоверия выражен ландтагом, князь имеет право назначить переходный кабинет (в том числе сохранив прежний персональный состав), который должен заручится парламентской поддержкой в течение четырёх месяцев; князь также вправе лично отказать в доверии правительству. Кандидатуры судей рекомендуются формируемым паритетно князем и правительством специальным органом и назначаются князем (ландтаг вправе воспротивится назначению судьи инициировав референдум).
Даты начала и окончания и основания полномочий персоналий уточнены по соответствующим статьям Исторического словаря Княжества Лихтенштейн под редакцией Артура Брунхарта.
|            | Портрет         | Имя (годы жизни)                                                                                  | Полномочия      | Полномочия                                                                         | Партия | Выборы         | Кабинет                    | Пр.           |
| Начало     | Портрет         | Имя (годы жизни)                                                                                  | Окончание       |                                                                                    | Партия | Выборы         | Кабинет                    | Пр.           |
| ---------- | --------------- | ------------------------------------------------------------------------------------------------- | --------------- | ---------------------------------------------------------------------------------- | --- | -------------- | -------------------------- | ------------- |
| и. о.      |                 | Йозеф Оспельт (1881—1962) нем. Josef Ospelt                                                       | 5 октября 1921  | 5 марта 1922                                                                       | Прогрессивная гражданская партия в Лихтенштейне в коалиции с Христианско-социальной народной партией               | [ комм. 12 ]   | Оспельт                    | [ 16 ] [ 17 ] |
| 8          | 5 марта 1922    | Йозеф Оспельт (1881—1962) нем. Josef Ospelt                                                       | 27 апреля 1922  | 1922                                                                               | Прогрессивная гражданская партия в Лихтенштейне в коалиции с Христианско-социальной народной партией               |                | Оспельт                    | [ 16 ] [ 17 ] |
| и. о.      |                 | Альфонс Фегер (1856—1933) нем. Alfons Feger                                                       | 27 апреля 1922  | 4 мая 1922                                                                         | независимый при поддержке Прогрессивной гражданской партии в Лихтенштейне и Христианско-социальной народной партии | [ комм. 15 ]   | Оспельт                    | [ 29 ] [ 30 ] |
| 9          | 4 мая 1922      | Альфонс Фегер (1856—1933) нем. Alfons Feger                                                       | 1 июня 1922     | [ комм. 17 ]                                                                       | независимый при поддержке Прогрессивной гражданской партии в Лихтенштейне и Христианско-социальной народной партии | Фегер (врем.)  |                            | [ 29 ] [ 30 ] |
| и. о.      |                 | Феликс Губельман (1880—1929) нем. Felix Gubelmann                                                 | 1 июня 1922     | 6 июня 1922                                                                        | Прогрессивная гражданская партия в Лихтенштейне в коалиции с Христианско-социальной народной партией               | [ комм. 18 ]   | Губельман (врем.)          | [ 31 ] [ 32 ] |
| 10         |                 | Густав Шедлер (1883—1961) нем. Gustav Schädler                                                    | 6 июня 1922     | 24 июня 1928                                                                       | Христианско-социальная народная партия в коалиции с Прогрессивной гражданской партией в Лихтенштейне               | [ комм. 20 ]   | Шедлер                     | [ 33 ] [ 34 ] |
| 10         | 1926, январь    | Густав Шедлер (1883—1961) нем. Gustav Schädler                                                    | 6 июня 1922     | 24 июня 1928                                                                       | Христианско-социальная народная партия в коалиции с Прогрессивной гражданской партией в Лихтенштейне               |                | Шедлер                     | [ 33 ] [ 34 ] |
| 10         | 1926, апрель    | Густав Шедлер (1883—1961) нем. Gustav Schädler                                                    | 6 июня 1922     | 24 июня 1928                                                                       | Христианско-социальная народная партия в коалиции с Прогрессивной гражданской партией в Лихтенштейне               |                | Шедлер                     | [ 33 ] [ 34 ] |
| 11         |                 | принц Альфред Роман фон унд цу Лихтенштейн (1875—1930) нем. Alfred Roman von und zu Liechtenstein | 24 июня 1928    | 6 августа 1928                                                                     | независимый при поддержке Прогрессивной гражданской партии в Лихтенштейне                                          | [ комм. 21 ]   | А. фон Лихтенштейн (врем.) | [ 35 ] [ 36 ] |
| 12 (I—III) |                 | Франц Йозеф Хоп (1895—1959) нем. Franz Josef Hoop                                                 | 6 августа 1928  | 28 февраля 1936                                                                    | Прогрессивная гражданская партия в Лихтенштейне в коалиции с Христианско-социальной народной партией               | 1928           | Хоп (I)                    | [ 37 ] [ 38 ] |
| 12 (I—III) | 1930            | Франц Йозеф Хоп (1895—1959) нем. Franz Josef Hoop                                                 | 6 августа 1928  | 28 февраля 1936                                                                    | Прогрессивная гражданская партия в Лихтенштейне в коалиции с Христианско-социальной народной партией               |                | Хоп (I)                    | [ 37 ] [ 38 ] |
| 12 (I—III) | 1932            | Франц Йозеф Хоп (1895—1959) нем. Franz Josef Hoop                                                 | 6 августа 1928  | 28 февраля 1936                                                                    | Прогрессивная гражданская партия в Лихтенштейне в коалиции с Христианско-социальной народной партией               |                | Хоп (I)                    | [ 37 ] [ 38 ] |
| 12 (I—III) | 28 февраля 1936 | Франц Йозеф Хоп (1895—1959) нем. Franz Josef Hoop                                                 | 9 ноября 1944   | Прогрессивная гражданская партия в Лихтенштейне в коалиции с Патриотическим союзом | 1936 | Хоп (II)       |                            | [ 37 ] [ 38 ] |
| 12 (I—III) | 28 февраля 1936 | Франц Йозеф Хоп (1895—1959) нем. Franz Josef Hoop                                                 | 9 ноября 1944   | Прогрессивная гражданская партия в Лихтенштейне в коалиции с Патриотическим союзом | 1939 | Хоп (II)       |                            | [ 37 ] [ 38 ] |
| 12 (I—III) | 9 ноября 1944   | Франц Йозеф Хоп (1895—1959) нем. Franz Josef Hoop                                                 | 3 сентября 1945 | Прогрессивная гражданская партия в Лихтенштейне в коалиции с Патриотическим союзом | Хоп (III) |                |                            | [ 37 ] [ 38 ] |
| 12 (I—III) | 9 ноября 1944   | Франц Йозеф Хоп (1895—1959) нем. Franz Josef Hoop                                                 | 3 сентября 1945 | Прогрессивная гражданская партия в Лихтенштейне в коалиции с Патриотическим союзом | Хоп (III) | 1945           |                            | [ 37 ] [ 38 ] |
| 13 (I—III) |                 | Александер Фрик (1910—1991) нем. Alexander Frick                                                  | 3 сентября 1945 | Прогрессивная гражданская партия в Лихтенштейне в коалиции с Патриотическим союзом | 8 марта 1951 | А. Фрик (I)    | [ 39 ] [ 40 ]              |               |
| 13 (I—III) | 1949            | Александер Фрик (1910—1991) нем. Alexander Frick                                                  | 3 сентября 1945 | Прогрессивная гражданская партия в Лихтенштейне в коалиции с Патриотическим союзом | 8 марта 1951 | А. Фрик (I)    | [ 39 ] [ 40 ]              |               |
| 13 (I—III) | 8 марта 1951    | Александер Фрик (1910—1991) нем. Alexander Frick                                                  | 31 декабря 1957 | Прогрессивная гражданская партия в Лихтенштейне в коалиции с Патриотическим союзом | А. Фрик (II) |                | [ 39 ] [ 40 ]              |               |
| 13 (I—III) | 8 марта 1951    | Александер Фрик (1910—1991) нем. Alexander Frick                                                  | 31 декабря 1957 | Прогрессивная гражданская партия в Лихтенштейне в коалиции с Патриотическим союзом | А. Фрик (II) | 1953, февраль  | [ 39 ] [ 40 ]              |               |
| 13 (I—III) | 8 марта 1951    | Александер Фрик (1910—1991) нем. Alexander Frick                                                  | 31 декабря 1957 | Прогрессивная гражданская партия в Лихтенштейне в коалиции с Патриотическим союзом | А. Фрик (II) | 1953, июнь     | [ 39 ] [ 40 ]              |               |
| 13 (I—III) | 31 декабря 1957 | Александер Фрик (1910—1991) нем. Alexander Frick                                                  | 16 июля 1962    | Прогрессивная гражданская партия в Лихтенштейне в коалиции с Патриотическим союзом | 1957 | А. Фрик (III)  | [ 39 ] [ 40 ]              |               |
| 13 (I—III) | 31 декабря 1957 | Александер Фрик (1910—1991) нем. Alexander Frick                                                  | 16 июля 1962    | Прогрессивная гражданская партия в Лихтенштейне в коалиции с Патриотическим союзом | 1958 | А. Фрик (III)  | [ 39 ] [ 40 ]              |               |
| 14 (I—III) |                 | Герард Батлинер (1928—2008) нем. Gerard Batliner                                                  | 16 июля 1962    | Прогрессивная гражданская партия в Лихтенштейне в коалиции с Патриотическим союзом | 16 июня 1965 | 1962           | Батлинер (I)               | [ 41 ] [ 42 ] |
| 14 (I—III) | 16 июня 1965    | Герард Батлинер (1928—2008) нем. Gerard Batliner                                                  | 12 июня 1969    | Прогрессивная гражданская партия в Лихтенштейне в коалиции с Патриотическим союзом | Батлинер (II) | 1962           |                            | [ 41 ] [ 42 ] |
| 14 (I—III) | 16 июня 1965    | Герард Батлинер (1928—2008) нем. Gerard Batliner                                                  | 12 июня 1969    | Прогрессивная гражданская партия в Лихтенштейне в коалиции с Патриотическим союзом | Батлинер (II) | 1966           |                            | [ 41 ] [ 42 ] |
| 14 (I—III) | 12 июня 1969    | Герард Батлинер (1928—2008) нем. Gerard Batliner                                                  | 18 марта 1970   | Прогрессивная гражданская партия в Лихтенштейне в коалиции с Патриотическим союзом | Батлинер (III) |                |                            | [ 41 ] [ 42 ] |
| 15         |                 | Альфред Хильбе (1928—2011) нем. Alfred Hilbe                                                      | 18 марта 1970   | 27 марта 1974                                                                      | Патриотический союз                                                                                                | 1970           | Хильбе                     | [ 43 ] [ 44 ] |
| 16         |                 | Вальтер Кибер (1931—2014) нем. Alfred Hilbe                                                       | 27 марта 1974   | 26 апреля 1978                                                                     | Прогрессивная гражданская партия в Лихтенштейне                                                                    | 1974           | Кибер                      | [ 45 ] [ 46 ] |
| 17 (I—IV)  |                 | Ханс Брунхарт (1945—) нем. Hans Brunhart                                                          | 26 апреля 1978  | 7 апреля 1982                                                                      | Патриотический союз                                                                                                | 1978           | Брунхарт (I)               | [ 47 ] [ 48 ] |
| 17 (I—IV)  | 7 апреля 1982   | Ханс Брунхарт (1945—) нем. Hans Brunhart                                                          | 30 апреля 1986  | 1982                                                                               | Патриотический союз                                                                                                | Брунхарт (II)  |                            | [ 47 ] [ 48 ] |
| 17 (I—IV)  | 30 апреля 1986  | Ханс Брунхарт (1945—) нем. Hans Brunhart                                                          | 5 июня 1989     | 1986                                                                               | Патриотический союз                                                                                                | Брунхарт (III) |                            | [ 47 ] [ 48 ] |
| 17 (I—IV)  | 5 июня 1989     | Ханс Брунхарт (1945—) нем. Hans Brunhart                                                          | 26 мая 1993     | 1989                                                                               | Патриотический союз                                                                                                | Брунхарт (IV)  |                            | [ 47 ] [ 48 ] |
| 18         |                 | Маркус Бюхель (1959—2013) нем. Markus Büchel                                                      | 26 мая 1993     | 15 декабря 1993                                                                    | Прогрессивная гражданская партия в Лихтенштейне в коалиции с Патриотическим союзом                                 | 1993, февраль  | Бюхель                     | [ 49 ] [ 50 ] |
| 19 (I—II)  |                 | Марио Фрик (1965—) нем. Mario Frick                                                               | 15 декабря 1993 | 9 апреля 1997                                                                      | Патриотический союз в коалиции с Прогрессивной гражданской партией в Лихтенштейне                                  | 1993, октябрь  | М. Фрик (I)                | [ 51 ] [ 52 ] |
| 19 (I—II)  | 9 апреля 1997   | Марио Фрик (1965—) нем. Mario Frick                                                               | 5 апреля 2001   | Патриотический союз                                                                | 1997 | М. Фрик (II)   |                            | [ 51 ] [ 52 ] |
| 20 (I—II)  |                 | Отмар Хаслер (1953—) нем. Otmar Hasler                                                            | 5 апреля 2001   | 21 апреля 2005                                                                     | Прогрессивная гражданская партия в Лихтенштейне                                                                    | 2001           | О. Хаслер (I)              | [ 53 ] [ 54 ] |
| 20 (I—II)  | 21 апреля 2005  | Отмар Хаслер (1953—) нем. Otmar Hasler                                                            | 25 марта 2009   | Прогрессивная гражданская партия в Лихтенштейне в коалиции с Патриотическим союзом | 2005 | О. Хаслер (II) |                            | [ 53 ] [ 54 ] |
| 21         |                 | Клаус Чючер (1967—) нем. Klaus Tschütscher                                                        | 25 марта 2009   | 27 марта 2013                                                                      | Патриотический союз в коалиции с Прогрессивной гражданской партией в Лихтенштейне                                  | 2009           | Чючер                      | [ 55 ] [ 56 ] |
| 22 (I—II)  |                 | Адриан Хаслер (1964—) нем. Adrian Hasler                                                          | 27 марта 2013   | 30 марта 2017                                                                      | Прогрессивная гражданская партия в Лихтенштейне в коалиции с Патриотическим союзом                                 | 2013           | А. Хаслер (I)              | [ 57 ] [ 58 ] |
| 22 (I—II)  | 30 марта 2017   | Адриан Хаслер (1964—) нем. Adrian Hasler                                                          | 25 марта 2021   | 2017                                                                               | Прогрессивная гражданская партия в Лихтенштейне в коалиции с Патриотическим союзом                                 | А. Хаслер (II) |                            | [ 57 ] [ 58 ] |
| 23         |                 | Даниэль Риш (1978—) нем. Daniel Risch                                                             | 25 марта 2021   | 10 апреля 2025                                                                     | Патриотический союз в коалиции с Прогрессивной гражданской партией в Лихтенштейне                                  | 2021           | Риш                        | [ 59 ] [ 60 ] |
| 24         |                 | Бригитта Хаас (1964—) нем. Brigitte Haas                                                          | 10 апреля 2025  | действующий                                                                        | Патриотический союз в коалиции с Прогрессивной гражданской партией в Лихтенштейне                                  | 2025           | Хаас                       | [ 61 ]        |